# 현대문학 (잡지)
《현대문학》은 대한민국의 문학잡지이다. 1955년에 창간했다. 이 잡지는 대한민국에서 가장 오래된 문학잡지로 손꼽힌다. 콩트, 소설, 시 등 많은 작품들을 소개하고 있다.

## 같이 보기
- 현대문학상